# Rob Bresnahan
Robert Paul Bresnahan Jr. dit Rob Bresnahan, né le 22 avril 1990 à Kingston, est un homme d'affaires et homme politique américain. Membre du Parti républicain, il est élu de Pennsylvanie à la Chambre des représentants des États-Unis depuis 2025.

## Biographie
Lors des élections à la Chambre des représentants du 5 novembre 2024, Rob Bresnahan est élu en obtenant 50,8 % des voix face au démocrate sortant Matt Cartwright. Il prend ses fonctions le 3 janvier 2025.